# José Tuto Cruz
José Cruz Kussengue Tuto, plus couramment appelé Cruz Tuto (né le 13 mars 1986) est un coureur cycliste angolais. 

## Palmarès
- 2005
  - Grande Prémio 17 de Setembro
- 2008
  - 3e du championnat d'Angola du contre-la-montre
- 2011
  - Chrono de Luanda
- 2013
  - 3e du championnat d'Angola du contre-la-montre
- 2014
  - 4e étape de la Volta do Cacau
- 2015
  - 5e étape du Tour d'Angola
  - 2e du championnat d'Angola sur route
- 2016
  - Volta às Terras do Café
  - 3e du championnat d'Angola sur route
- 2017
  -  Champion d'Angola du contre-la-montre par équipes
  - Champion de la province de Luanda sur route
- 2018
  - 2e étape du Grande Prémio ACT
  - 3e étape du Grande Prémio Sonangol
- 2019
  - 1re étape du Tour du Faso (contre-la-montre par équipes)
  - 3e du championnat d'Angola du contre-la-montre
  - 3e du championnat d'Angola sur route
- 2023
  - Grande Prémio ABD
- 2024
  - 3e du championnat d'Angola sur route

## Classements mondiaux
| Année           | 2019 |
| --------------- | ---- |
| UCI Africa Tour | 215e |